# Нисбет, Роберт Александр
Роберт Александр Нисбет (англ. Robert Alexander Nisbet; 30 сентября 1913, Лос-Анджелес, США — 9 сентября 1996, Вашингтон, округ Колумбия, США) — американский социолог неоконсервативной ориентации, профессор Колумбийского университета.

## Биография
Выпускник Калифорнийского университета (1932—1936), доктор философии (с 1939 года), Нисбет занял в 1939 году преподавательскую должность на факультете социальных институтов Калифорнийского университета, позже не без его помощи превратившемся в факультет социологии. В 1943—1945 годах служил в армии, продолжая принимать участие в жизни своего факультета путём активной переписки. Сразу же по завершении Второй мировой войны он возвращается в университет. С 1953 года Нисбет — профессор, декан в Калифорнийского университета (Риверсайд). В том же году вышла первая крупная (и самая широко известная) работа Нисбета «В поисках общины». Одновременно с работой в Риверсайде Роберт Нисбет читал лекции в Колумбийском университете, где активно сотрудничал с Робертом Мертоном. В 1961 году Нисбет и Мертон издали совместную работу — «Современные социальные проблемы» («Contemporary social problems»). В 1974 году Нисбет получил почётную профессорскую должность имени Альберта Швейцера в Колумбийском университете, где занимался преподавательской деятельностью, как на социологическом факультете, так и на историческом. В период с 1978 по 1986 годы учёный жил в Вашингтоне и работал в Американском институте предпринимательства. Затем он окончательно ушёл в отставку, чтобы посвятить себя писательской деятельности.

## Идеи
Творчество Нисбета связано с исследованием девелопментализма (идей развития) в социальной мысли и анализом порядка и дезорганизации в социальной сфере (или общины и конфликта) . Основная идея Нисбета заключалась в том, что революционное социальное изменение ведет к разрушению общины и общинных ценностей, в результате чего авторитет теряет значительную часть социальной поддержки. Также в своих работах Нисбет исследует широкий круг социальных, экономических и политических проблем, однако, в центре его исследовательского интереса всегда оказываются посреднические («intermediate») социальные структуры — группы, ассоциации и институты, являющиеся буфером между индивидом и государством.

## Научная деятельность
Нисбет работал над теориями социального изменения и его анализ социального изменения был представлен в книгах «Традиция и восстание» (Nisbet R. A., 1968), «Социальное изменение и история» (1969) и «История идеи прогресса» (1980). Исследование распада общинных отношений находилось в центре внимания при написании им таких работ, как «В поиске общины» (1953), «Социальный союз» (1970), «Социальные философы» (1974) и «Предубеждения» (1982). Нисбет был также редактором ряда публикаций, имевших важное значение для развития теоретической и прикладной социологии — «Эмиль Дюркгейм» (1965), «Современные социальные проблемы» (Merton R. K., Nisbet R. A., eds., 1961) и «История социологического анализа» (Bottomore T. B., Nisbet R. A., eds., 1980). Нисбет внес также определенный вклад в изучение идей Э. Дюркгейма («Социология Эмиля Дюркгейма», 1974). Наиболее влиятельным трудом Нисбета по истории социологии является «Социологическая традиция» (1967), в котором он утверждает, что социальная теория испытала глубокое влияние Французской революции и промышленной революции, доказывая, что три системы мысли (либерализм, радикализм и консерватизм) представляли собой реакцию на социальные изменения, последовавшие за этими революциями. С точки зрения её концептуальных категорий (таких как статус, сакральное и община) социология связана прежде всего с наследием консерватизма: в работе «Консерватизм» (1986) Нисбет исследует основные идеи политического консерватизма и наблюдаемый в настоящее время кризис консервативной мысли. Нисбет уделяет огромное значение в своем творчестве идее прогресса. Тема прогресса обширно представлена в его крупных социологических работах «Sociological Tradition» («Социологическая традиция», 1966), «Twilight of Authority» («Сумерки авторитета», 1975), «The Present Age: Progress and Anarchy in Modern America» (1988) и др.
Интерес Нисбета к идее прогресса, по его собственным словам, сформировался у него ещё в студенческие годы под влиянием его университетского преподавателя Ф. Дж. Теггарта. Теггарт, автор монографии «Theory of History» («Теория истории»), считал, что «история плюралистична», и Нисбету такой взгляд на историю был крайне близок.
В работе «В поисках общины» мы находим рассуждение о том, что историю нельзя считать ни прогрессом, ни упадком — любой односторонний взгляд на неё будет неправильным, так как история является и тем, и другим одновременно. В настоящее время слово «социальное» потеряло своё значение и стало обозначать исключительно «политическое», поэтому американский социолог призывает вернуть ему первоначальный смысл и анализировать исторический процесс не только с политической точки зрения.

## Критика
Противников у Нисбета в консервативном движении было крайне мало, если они вообще были: по крайней мере, очень небольшое число людей критиковали его идеи, излагая их на бумаге. Он сотрудничал с множеством консервативных подгрупп, писал во многих журналах. Его уважали корифеи от академической социологии и те образованные либералы, которые о нем знали. Вот, что пишет в своей статье Гэри Норт, консерватор-традиционалист, знающий Нисбета лично: «Книга Роберта Нисбета „Консерватизм: мечты и реальность“ — это наилучшее введение в интеллектуальную историю консерватизма из всех, которые я когда-либо читал…» Очень немногие люди письма, за исключением академических ученых, внесли столь же весомый вклад в какую-либо интеллектуальную традицию, еще меньшее количество приобрели столь мало врагов в течение своей жизни.

## Работы Нисбета
- 1953 — «В поисках общины» (англ. The Quest for Community: A Study in the Ethics of Order and Freedom)
- 1966 — «Социологическая традиция» (англ. The Sociological Tradition)
- 1968 — «Традиция и восстание: Историко-социологические очерки» (англ. Tradition and Revolt: Historical and Sociological Essays)
- 1969 — «Социальные изменения и история. Аспекты западной теории развития» (англ. Social Change and History: Aspects of the Western Theory of Development)
- 1970 — «Социальный союз: Введение в изучения общества» (англ. The Social Bond: An Introduction to the Study of Society)
- 1971 — «Деградация академической догмы: университет в Америке, 1945—1970» (англ. The Degradation of the Academic Dogma: The University in America, 1945—1970)
- 1973 — «Социальные философы» (англ. Social Philosophers: Community and Conflict in Western Thought)
- 1974 — «Социология Эмиля Дюркгейма» (англ. The Sociology of Emile Durkheim)
- 1975 — «Сумерки авторитета» (англ. The Twilight of Authority)
- 1976 — «Социология как форма искусства» (англ. Sociology as an Art Form)
- 1980 — «Прогресс. История идеи» (англ. History of the Idea of Progress, переведена на русский язык)
- 1983 — «Предрассудки: Философский словарь» (англ. Prejudices: A Philosophical Dictionary)
- 1986 — «Создание современного общества» (англ. The Making of Modern Society)
- 1986 — «Консерватизм: Мечта или реальность» (англ. Conservatism: Dream and Reality)
- 1988 — «Рузвельт и Сталин: неудачный роман» (англ. Roosevelt and Stalin: The Failed Courtship)
- 1988 — «Настоящий возраст: Прогресс и анархия в современной Америке» (англ. The Present Age: Progress and Anarchy in Modern America)
- 1992 — «Преподаватели и учёные: воспоминания о Беркли в годы депрессии и войны» (англ. Teachers and Scholars: A Memoir of Berkeley in Depression and War)